# Вольфман, Григорий Исаакович
Григорий Исаакович Вольфман (1916—1994) — советский учёный-юрист, кандидат юридических наук, доцент Саратовского юридического института им. Д. И. Курского, видный специалист по уголовному праву, криминологии и криминалистике, участник Великой Отечественной войны.

## Биография
Григорий Исаакович (Гершко Ицко-Айзикович) Вольфман родился в 1916 году в местечке Германовка (ныне — в Обуховском районе Киевской области Украины) в семье потомственных раввинов Германовки в 1868—1919 годах, был младшим ребёнком в семье. Его отец, Ицко-Айзик Фроимович Вольфман (1878—1941), был раввином Германовки до 1919 года, в 1920-е годы — раввином Фастова, затем работал бухгалтером и; мать Бася Хаимовна Вольфман (в девичестве Резник, 1880—1956), умерла и похоронена в Фастове. Его двенадцатилетний брат Бенцион был убит в 1919 году во время еврейского погрома Дьякова в Германовке. Дед, Фроим Гершко-Хаимович Вольфман (1855—1919), также был раввином Германовки (1886—1898) и Фастова (1898—1919) и погиб во время погрома в Фастове в сентябре 1919-го года. Его бабушка, Бейла Вольфман (в девичестве Кимельфельд, 1855—1941) погибла в Бабьем Яре.
Вольфман Г. И. является ветераном Великой Отечественной войны.
Вольфман Г. И. работал на кафедрах криминалистики и уголовного права в должности доцента. Уделял большое внимание подготовке учебных пособий и методических разработок. В сферу научных интересов Вольфмана Г. И. входили вопросы квалификации, методики расследования и борьбы с хозяйственными преступлениями.
Долгие годы Вольфман Г. И. являлся членом научно-методического Совета при Верховном Суде СССР. В Саратовском юридическом институте Григорий Исаакович проработал более 40 лет.
Умер в 1994 году в Саратове. Похоронен на еврейском кладбище в Саратове.

## Публикации

### Авторефераты диссертаций
- Вольфман Г. И. Уголовная ответственность за выпуск недоброкачественной продукции. Автореф. дис. … канд. юрид. наук. — Москва: Московский государственный университет им. М. В. Ломоносова. Юридический факультет, 1954. — 16 с.

### Книги, монографии, учебные пособия
- Вольфман Г. И. Квалификация преступлений против советской торговли. — Саратов: СГУ, 1977. — 140 с.
- Вольфман Г. И. Ответственность за преступления против советской торговли: вопросы квалификации / ред. В. И. Новосёлов. — Саратов: СГУ, 1988. — 94 с.
- Вольфман Г. И. Ответственность за преступления в области охраны природы: квалификация и наказание / ред. В. И. Новосёлов. — Саратов: СГУ, 1984. — 80 с.
- Вольфман Г. И. Ответственность за преступления против советской торговли: учебное пособие / ред. А. Л. Цыпкин. — Саратов: СГУ, 1958. — 39 с.
- Вольфман Г. И., Новосёлов В. И., Степанов В. В. и др. Правовые вопросы обеспечения качества продукции / ред. В. И. Новосёлов. — Саратов: СГУ, 1982. — 168 с.
- Вольфман Г. И., Маландин И. Г. Уголовно-правовая борьба с обманом покупателей в предприятиях торговли и общественного питания / ред. В. И. Новосёлов. — Саратов: СГУ, 1963. — 127 с.
- Вольфман Г. И., Черноморец С. А. Задание для практических занятий по советской судебной статистике: учебно-методическое пособие. — Саратов: СГУ, 1982. — 127 с.

### Статьи
- Познанский В. А., Цыпкин А. Л., Вольфман Г. И., Каз Ц. М., Маландин И. Г., Ной И. С., Рассейкин Д. П., Чеканов В. Я., Тихонов К. Ф. Ученые записки Харьковского юридического института, вып. IX, 1957, 212 стр.: (Рецензия) // Правоведение. — 1958. — № 4. — С. 116—121
- Познанский В. А., Цыпкин А. Л., Вольфман Г. И., Тихонов К. Ф. Я. М. Брайнин. Уголовная ответственность и её основание в советском уголовном праве, изд. «Юридическая литература», М., 1963, 275 с.: (Рецензия) // Советское государство и право. — 1964. — № 9. — С. 158—160

### Критика взглядов Г. И. Вольфмана
- Солодкин И. И. Г. И. Вольфман. Борьба со спекуляцией по советскому законодательству. Изд. Саратовского ун-та, 1963, 133 стр.: (Рецензия) // Правоведение. — 1966. — № 3. — С. 144—146
- Франк Л. В., Яковлев Я. М. Книга о борьбе с преступлениями в области торговли. (Вольфман Г. И., Маландин И. Г. Уголовно-правовая борьба с обманом покупателей в предприятиях торговли о общественного питания. — Саратов, 1963.) (Рецензия) // Вопросы уголовного права, уголовного процесса и криминологии. 1966. — С. 203—206
- Пирбудагов М. Вольфман Г. И. Квалификация преступлений против советской торговли. — Саратов: Изд-во Сарат. ун-та, 1977. — 140 с. (Рецензия) // Советская юстиция. — 1979. — № 1. — С. 29
- Глистин В., Лукьянов В. Вольфман Г. И. Ответственность за преступления против советской торговли. — Саратов: Изд-во Сарат. ун-та, 1988. — 93 с. (Рецензия) // Советская юстиция. — 1989. — № 7. — С. 31